# 차해원 (작가)
차해원은 대한민국의 텔레비전 드라마 작가이다. 

## 주요 작품
- 2019년 SBS 월화 미니시리즈 《VIP》 ... 집필
- 2022년 SBS 월화 미니시리즈 《치얼업》 ... 집필